# Lesław Kędryna
Lesław Kędryna (ur. 24 marca 1947) – polski trener siatkarski, wieloletni szkoleniowiec siatkarek Wisły Kraków (zespołów młodzieżowych i seniorek).

## Kariera trenerska
Do 1977 roku trenował siatkarzy Siarki Tarnobrzeg. W sezonie 1977/1978 był II trenerem żeńskiej drużyny Wisły Kraków, a w latach 1978-1983 I szkoleniowcem siatkarek krakowskiego klubu. W latach 1985–1987 był w sztabie szkoleniowym Wisły, a od sezonu 1987/1988 do listopada 1989 ponownie pełnił funkcję I trenera krakowskiego klubu. Na stanowisko I trenera Wisły powrócił w grudniu 1999 roku i zajmował je do listopada 2000 roku.
W latach 2008–2011 ponownie był trenerem siatkarek Wisły, które prowadził w sezonie 2008/2009 na zapleczu ekstraklasy (w I lidze), a w kolejnych sezonach (do grudnia 2011) w II lidze. W latach 2012–2013 trenował drużynę kadetek Bronowianki Kraków. Od marca 2013 roku do maja 2014 roku był szkoleniowcem siatkarek II-ligowego klubu PWSZ Tarnów.
Od 2014 roku pracuje również z dziećmi i młodzieżą w szkółce siatkarskiej Radwan Sport.
W 2016 roku został koordynatorem sekcji siatkarskiej w Wiśle Kraków, pracował z drużyną kadetek tego klubu, a od sezonu 2017/2018 prowadzi zespół siatkarek Wisły grający w III lidze.

## Życie prywatne
Jego synem jest Marcin Kędryna, współpracownik prezydenta Andrzeja Dudy.